# 巨堤迎日站
巨堤迎日站（：／ Geojehaemaji yeok */?）是廣域電鐵東海線沿線的一座鐵路車站，位於韩国釜山廣域市蓮堤區巨堤洞。

## 車站結構
站體為2面4線雙島式月台。

### 月台配置
| ↑ 釜田          |
| １２ \| ３４ \| |
| 巨堤 ↓          |

| 月台 | 路線            | 目的地                                   |
| ---- | --------------- | ---------------------------------------- |
| 1    | ●广域电铁东海线 | 不使用                                   |
| 2    | ●广域电铁东海线 | 釜田方向                                 |
| 3    | ●广域电铁东海线 | 巨堤、Centum、新海雲臺、日光、太和江方向 |
| 4    | ●广域电铁东海线 | 不使用                                   |

## 歷史
- 1942年7月1日：巨堤站（거제역）落成啟用。
- 2016年12月30日：東海南部線鐵路複線电气化工程完工，編入東海本線，迁至距起点站（釜山鎮站）6.9公里处并更名为巨堤迎日站，广域电铁东海线开始運行[1][2]。

## 車站周邊
- 啓星女子商業高校
- 巨星中學
- 巨堤初等學校
- 巨堤4洞行政福利中心

## 图片

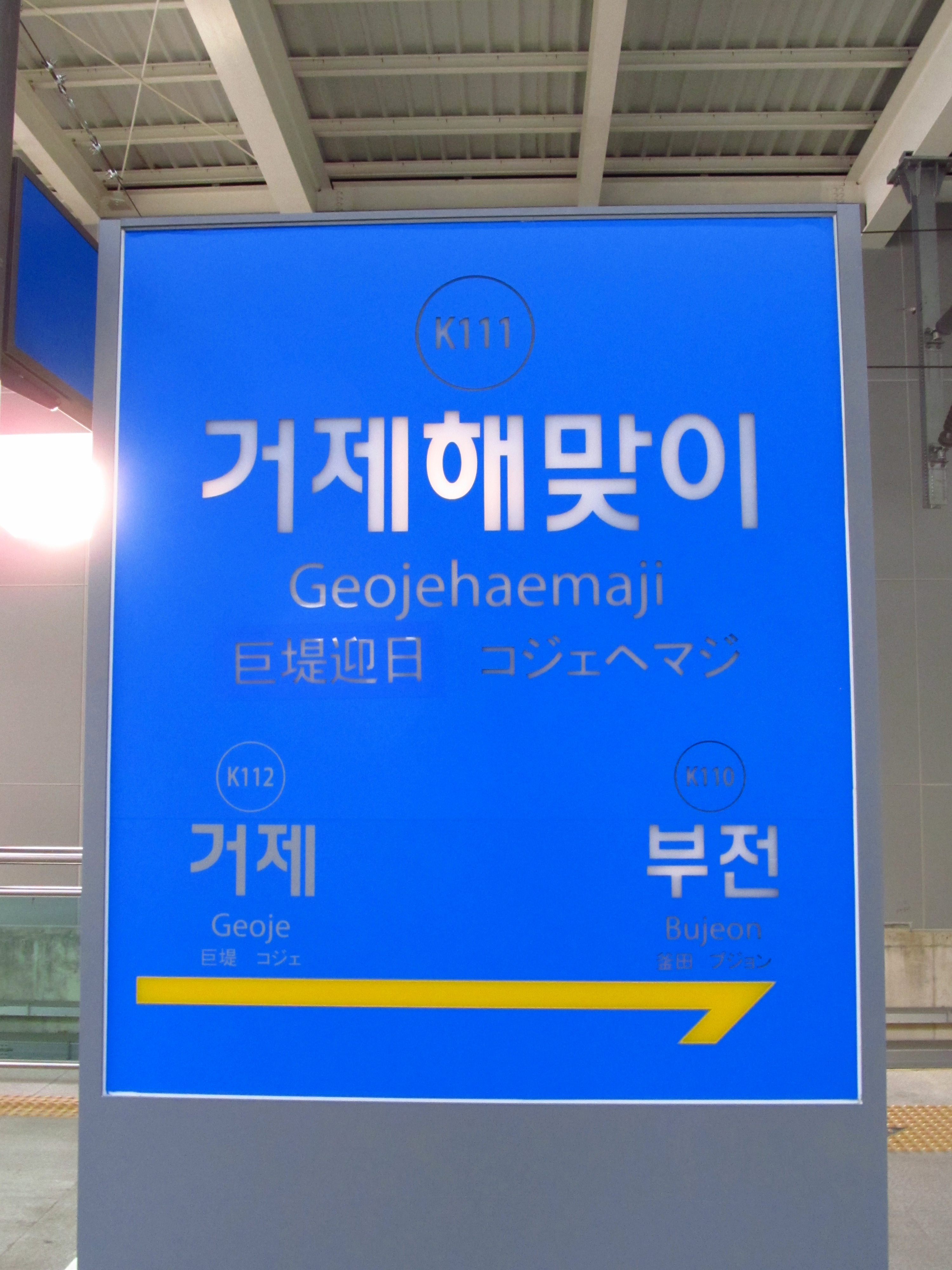
站名牌
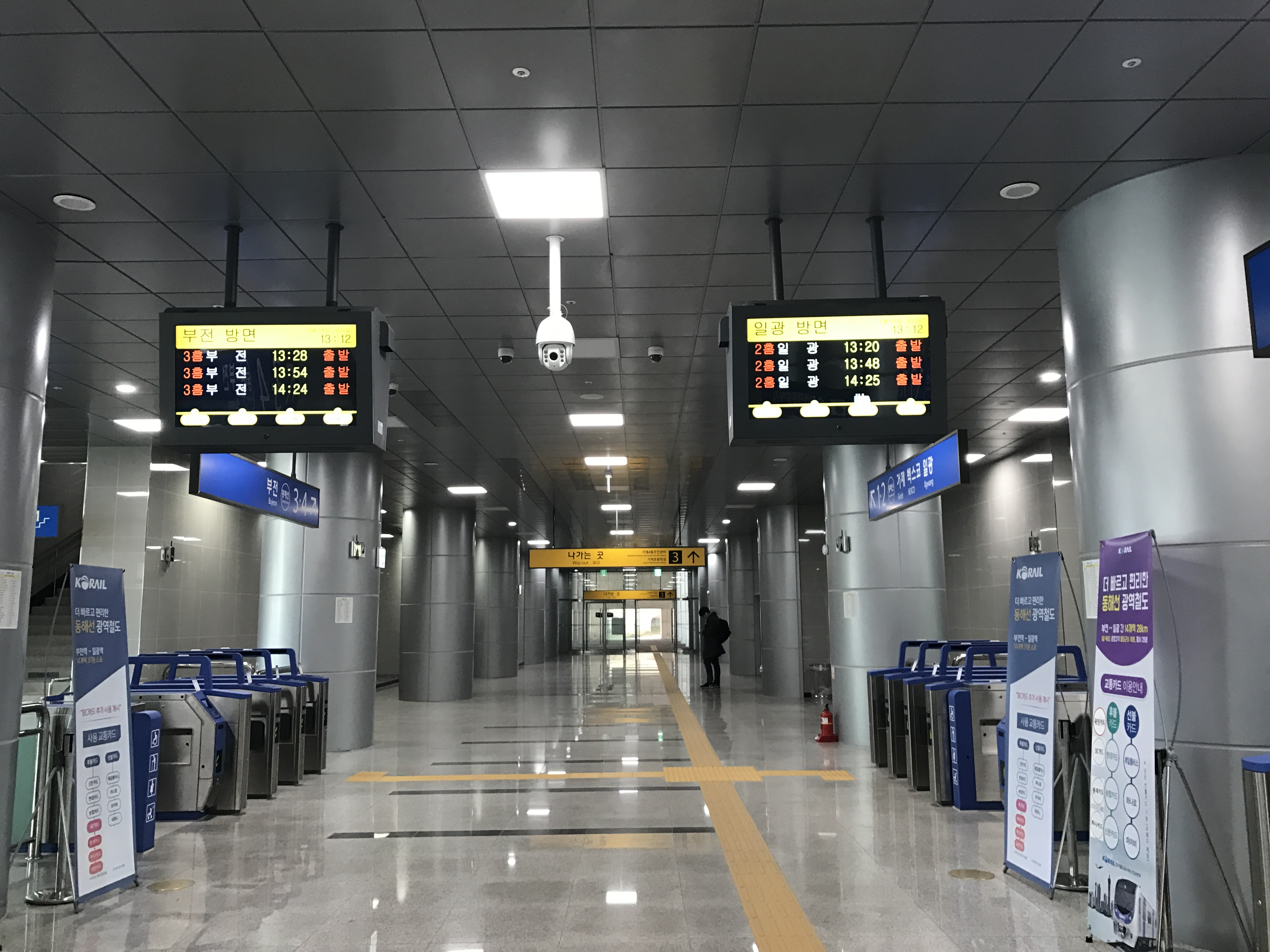
剪票閘口
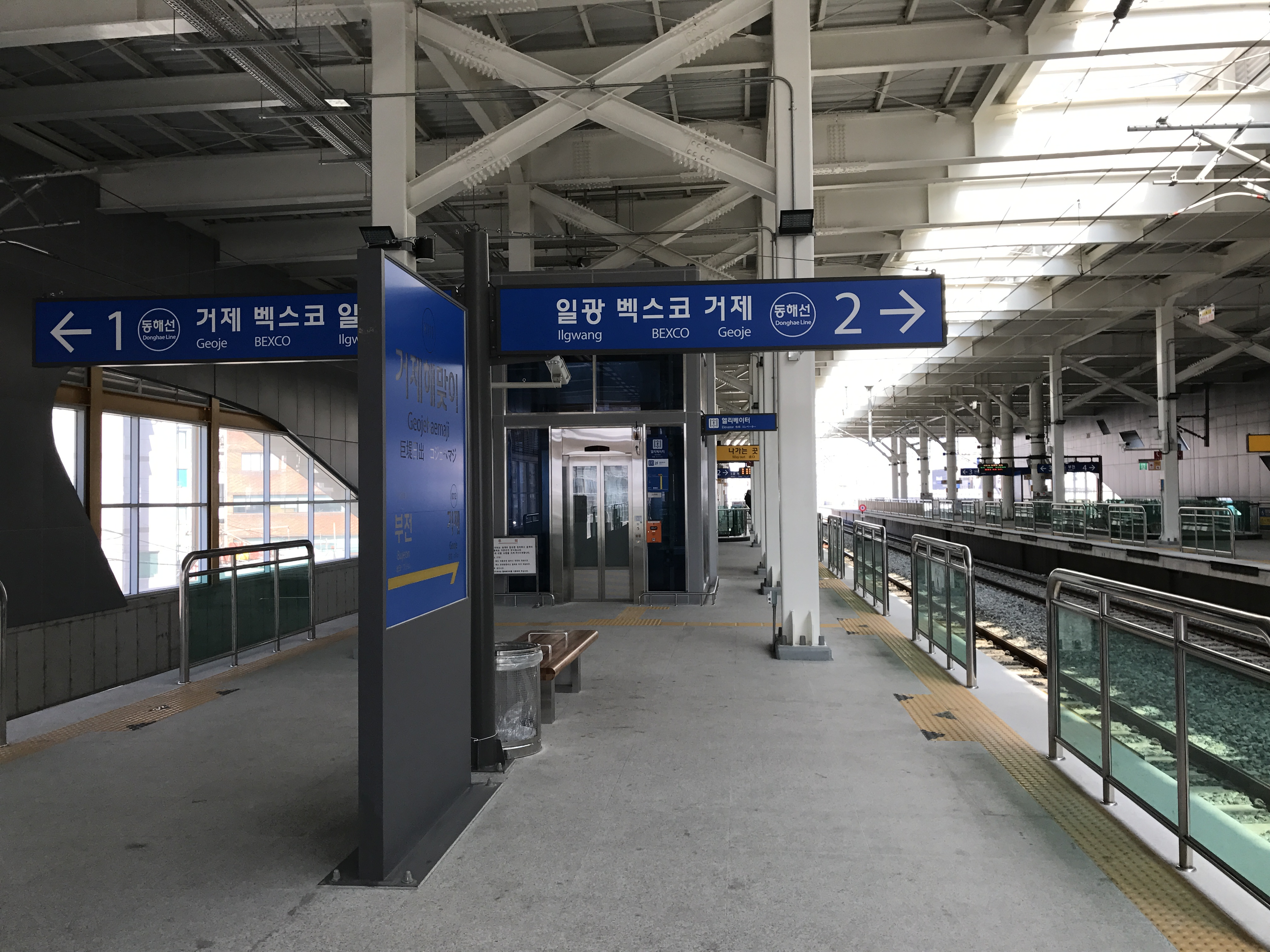
候車月台（1、2）
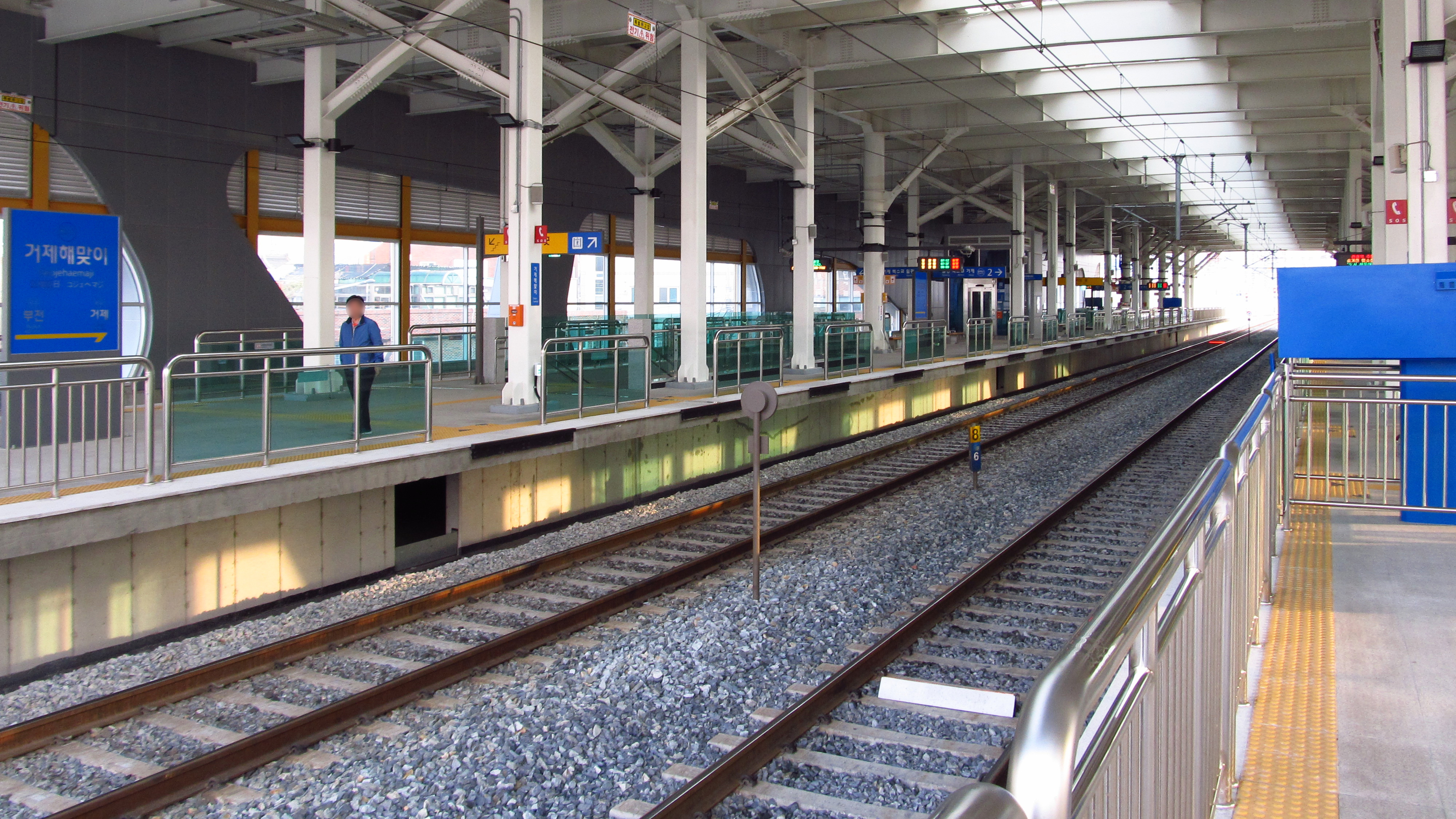
候車月台（3、4）
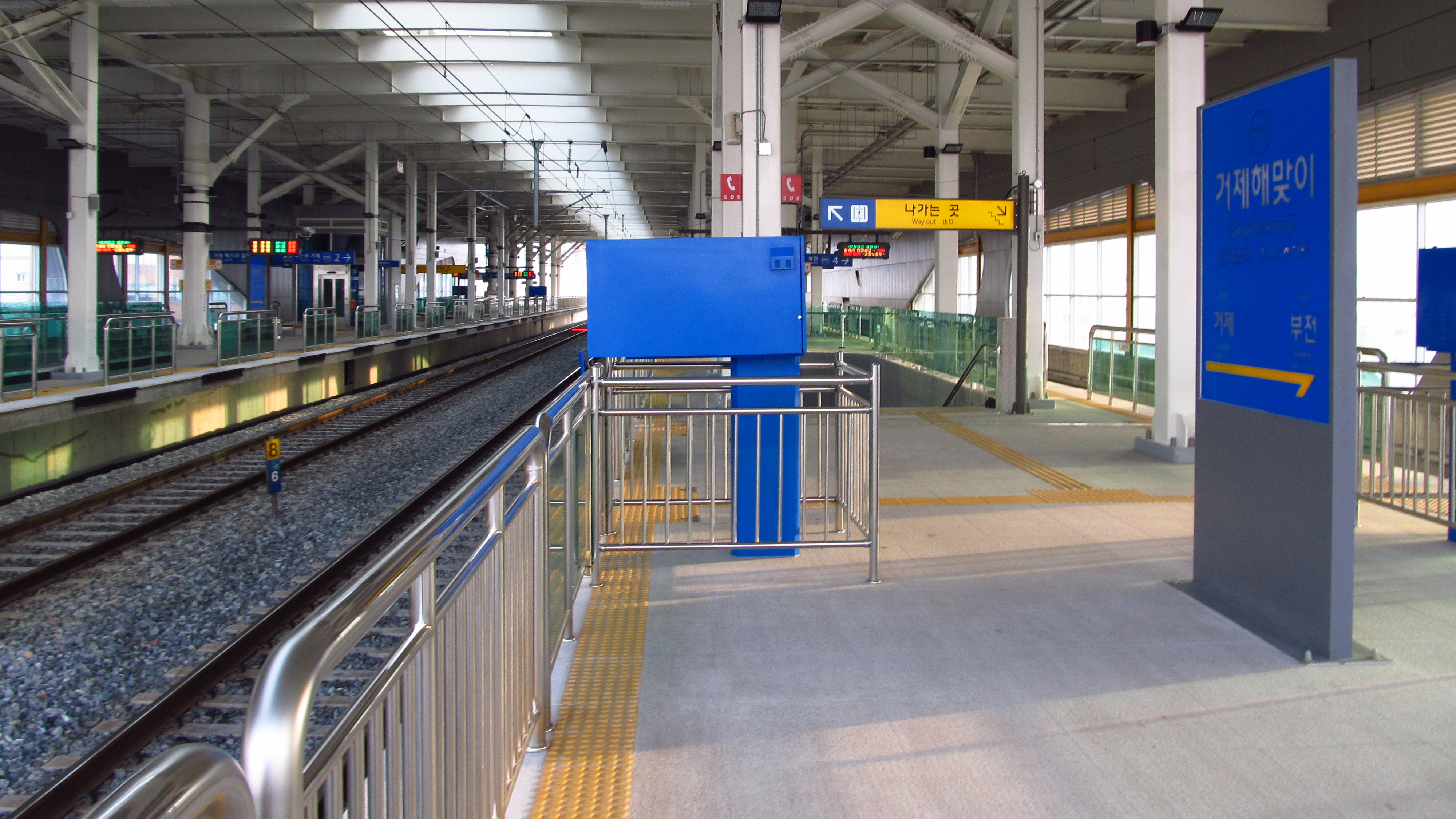
候車月台（3、4）
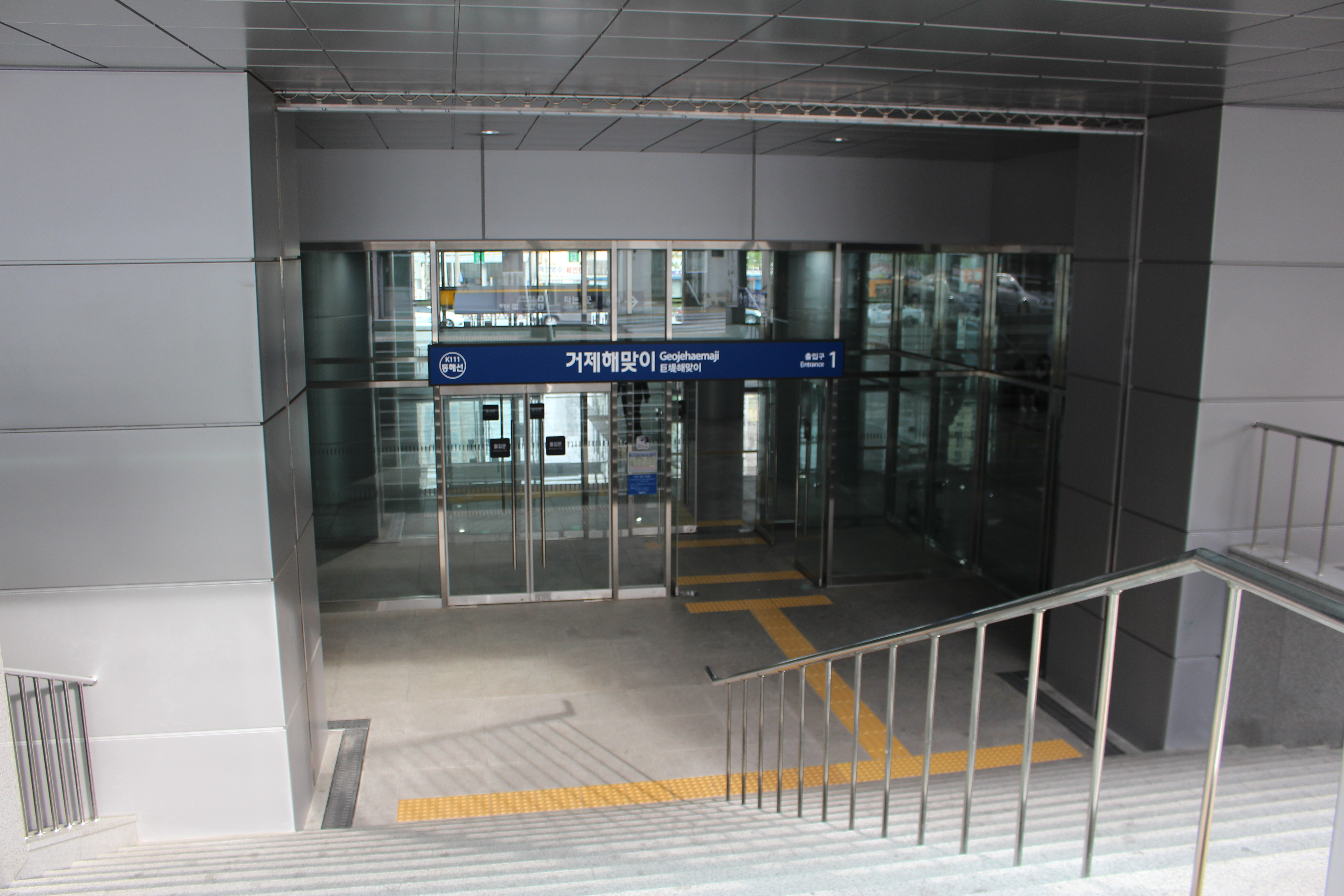
1號出口
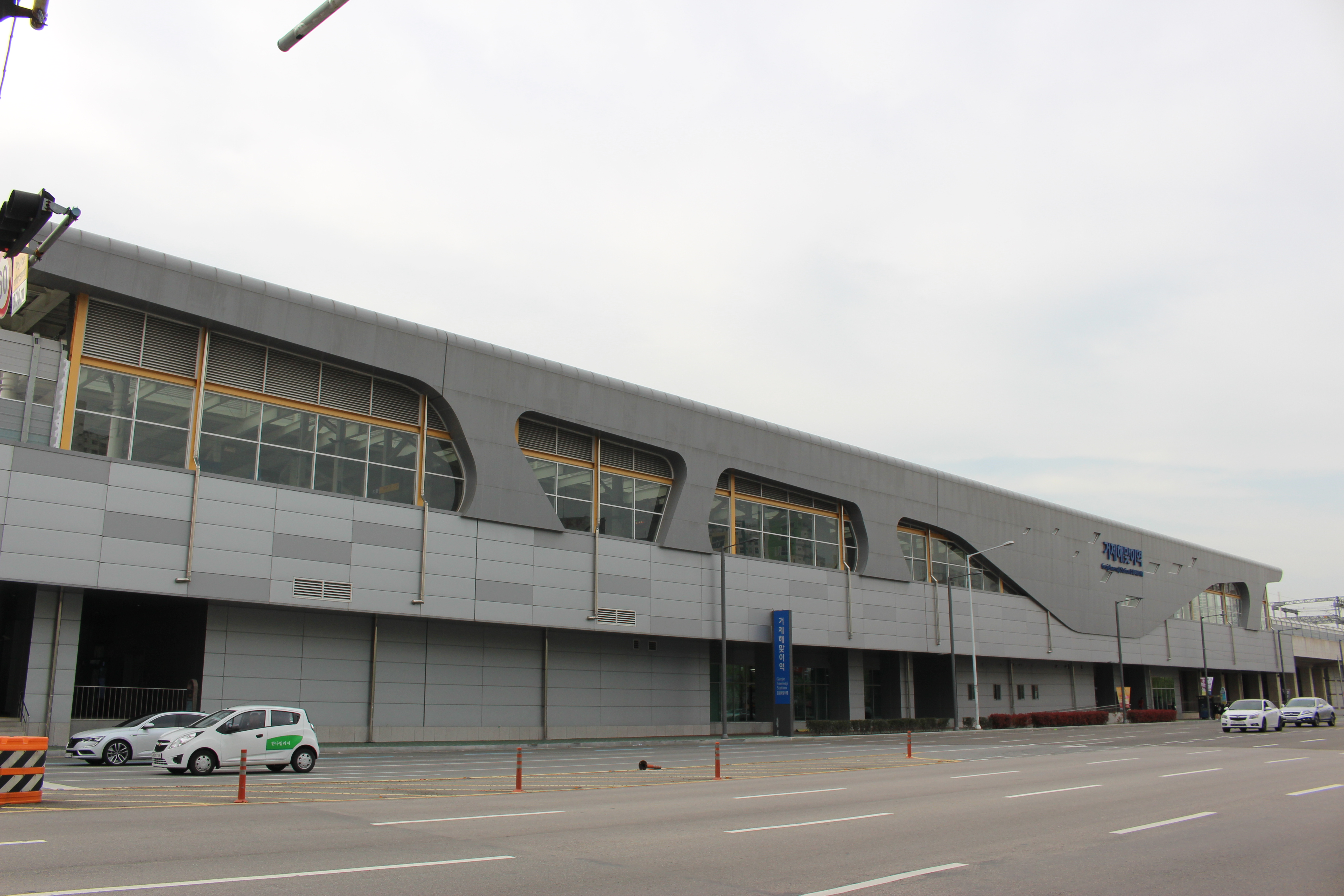
車站建築
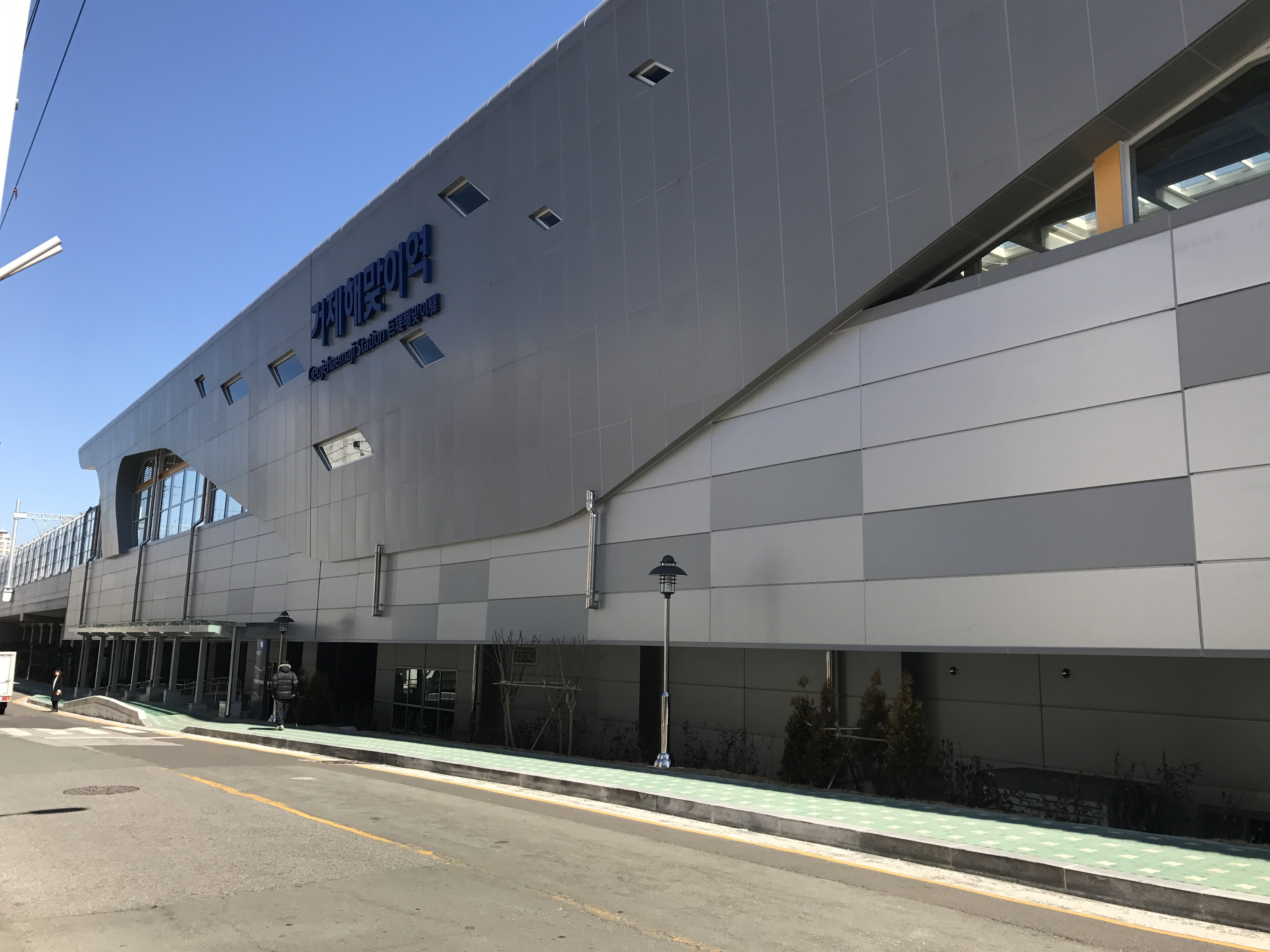
車站建築
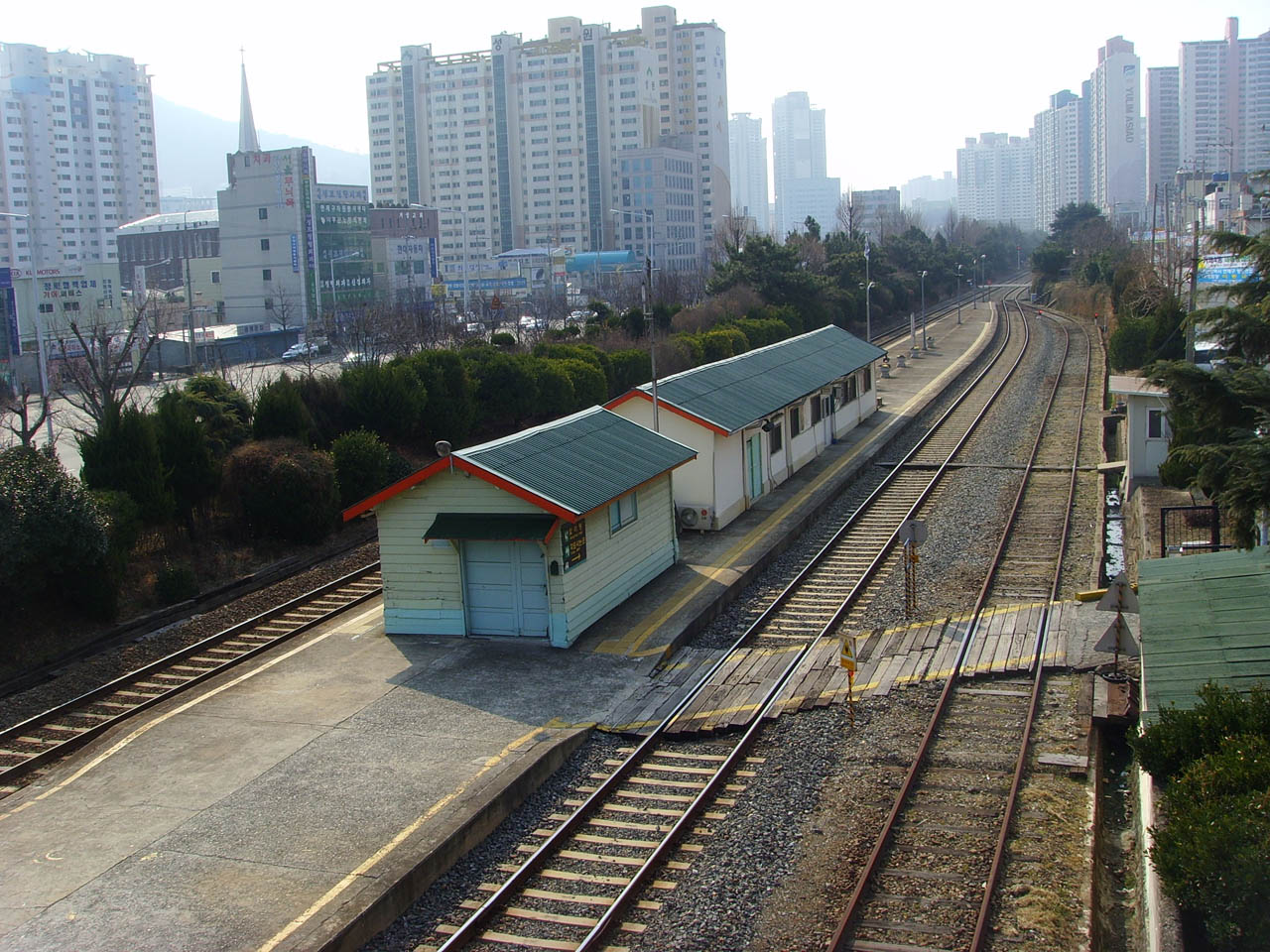
舊站站房
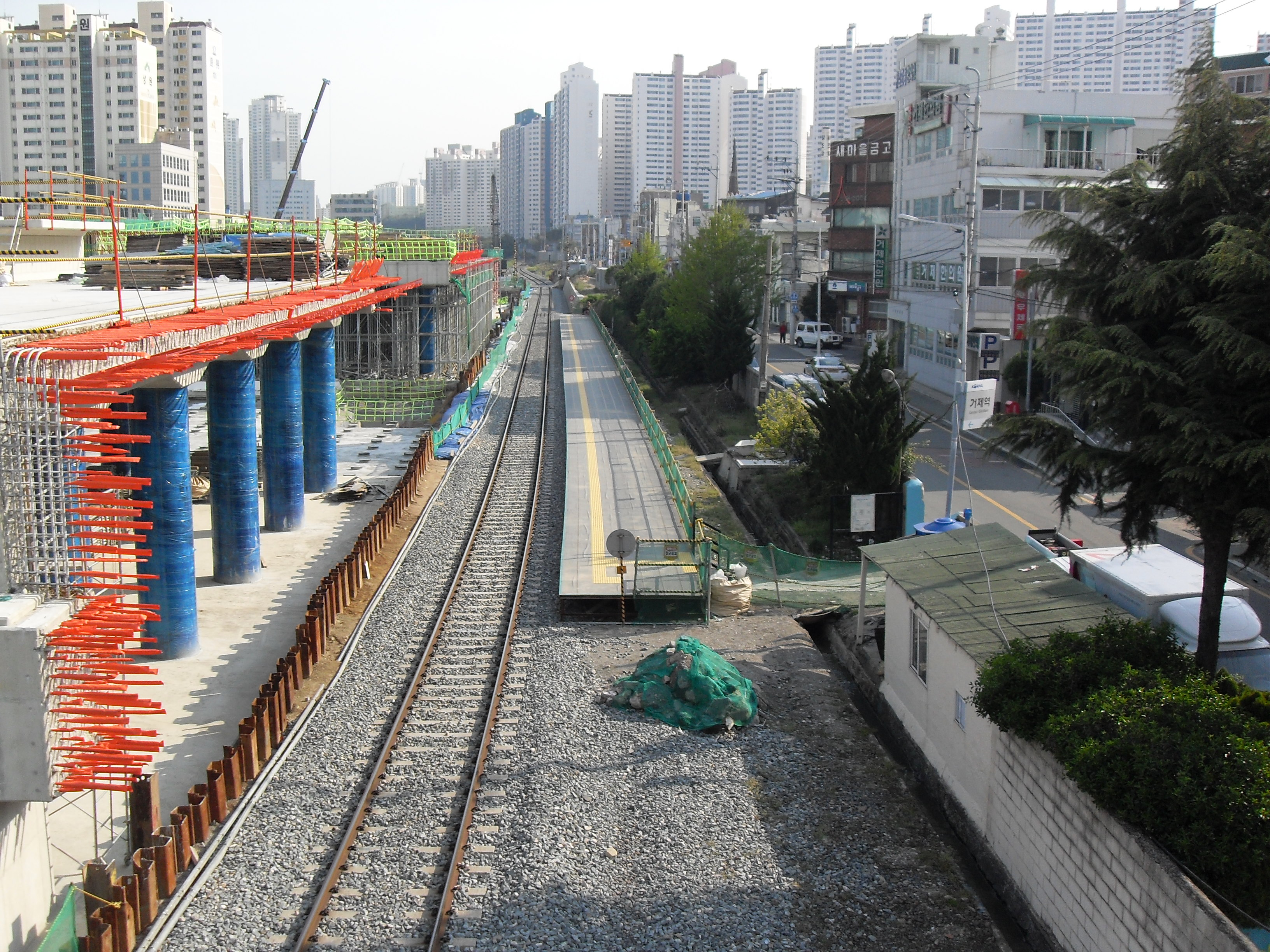
舊站月台與單線軌道，旁邊新站正在施工

## 相鄰車站
韓國鐵道公社
●广域电铁东海线
釜田（K110）－巨堤迎日（K111）－巨堤（K112）